# تشارلز ويليام وودورد
تشارلز ويليام وودورد (بالإنجليزية: Charles William Woodward)‏ هو أستاذ مدرسة ومحامي وقاضي أمريكي، ولد في 21 فبراير 1895 في جاكسون في الولايات المتحدة، وتوفي في 16 مايو 1969 في Suburban Hospital ‏ في الولايات المتحدة بسبب سرطان.